# Viva (herečka)
Viva, vlastním jménem Janet Susan Mary Hoffmann, (* 23. srpna 1938 Syracuse, New York) je americká herečka.
Byla častou návštěvnicí budovy The Factory, ve které točil Andy Warhol své filmy. Jméno Viva jí dal právě Warhol. Hrála v několika jeho filmech, jako jsou Bike Boy (1967), Nude Restaurant (1967), Lonesome Cowboys (1968) nebo Blue Movie (1969). V roce 1969 hrála ve filmu Půlnoční kovboj Johna Schlesingera a v roce 1972 ve filmu Zahraj to znovu, Same Herberta Rosse. Mimo různé další filmy se v roce 1978 objevila ve filmu New Old Pierra Clémentiho.